# تهجين الأقراص
القرص المختلط أو القرص الهجين (بالإنجليزية: hybrid disc)‏ هو قرص يعرف بإنه نوع من الأقراص المضغوطة أو البلو راي، بحيث يحتوي على أنواع متعددة من البيانات التي يمكن استخدامها بشكل مختلف على أجهزة مختلفة. يتضمن ذلك الألبومات الموسيقية المضغوطة التي تحتوي على ملفات فيديو يمكن عرضها على حاسوب شخصي، أو فيلم روائي طويل يحتوي على محتوى تفاعلي عند استخدامه مع وحدة تحكم ألعاب بلاي ستيشن 3 وغيرها من الأجهزة الرقمية

## أنظمة ملفات متعددة
القرص الهجين هو عبارة عن قرص ضوئي به أنظمة ملفات متعددة مثبتة عليه، عادةً ما تكون أيزو 9660 وHFS+ (أو HFS المثبتة على الأقراص القديمة). أحد أسباب النسق المختلطة هي قيود نظام أيزو 9660 (وطتعد أسماء الملفات المكونة من ثمانية أحرف فقط، والكمية القصوي التي يمكن للقرص حملها هي ثمانية مجلدات كحد أقصى، على غرار نظام ملفات مايكروسوفت FAT). عامل رئيسي آخر هو أن نظام أيزو 9660 لا يدعم مفترقات الموارد، وهو أمر بالغ الأهمية لتصميم برامج ماك أوه إس الكلاسيكي (سواء كان اوه أس أكس أو ماك أوه اس فأزال الكثير من الحاجة إلى تفرع المصادر التي تدخل في تصميم التطبيق والبرامج). يمكن للشركات التي أصدرت البرامج لكل من نظامي دوس (لاحقًا ويندوز) ونظام ماك أوه أس الكلاسيكي (لاحقًا ماك أوس) إصدار قرص مضغوط يحتوي على برنامج لكليهما، يمكن قراءته أصلاً على أي من النظامين. يمكن مشاركة ملفات البيانات بواسطة كلا القسمين، مع الاحتفاظ ببيانات النظام الأساسي منفصلة. في نظام ملفات HFS مختلط «حقيقي» (أو «مشترك»)، يتم تخزين الملفات المشتركة لكل من أقسام أيزو 9660 وHFS مرة واحدة فقط، مع قسم أيزو 9660 الذي يشير إلى محتوى الملف في منطقة HFS (أو العكس). أصدرت شركة بليزارد إنترتينمنت معظم ألعاب الكمبيوتر على أقراص مضغوطة مختلطة. بشكل افتراضي، يقوم Mac OS 9 وmacOS بنسخ الأقراص المختلطة.[بحاجة لمصدر]
يحتوي القرص الهجين الذي يعمل علي نظامي أيزو 9660 / HFS على واصف وحدة تخزين أساسي أيزو 9660، مما يجعله قرص أيزو 9660 صالحًا وقسم أبل. قد يحتوي أيضًا على خريطة أقسام أبل، على الرغم من أن هذا ليس ضروريًا. يمكن أن يتواجد جزء أيزو 9660 من القرص مع قسم أبل لأن مناطق الرأس التي تحدد محتويات القرص تقع في أماكن مختلفة. يبدأ واصف الحجم الأساسي أيزو 9660 32768 بايت (32 KB) في القرص. في حالة وجودها، تبدأ خريطة قسم أبل بـ 512 بايت في القرص؛ في حالة عدم وجود مخطط تقسيم، يبدأ رأس قسم أبل HFS (المعروف باسم Master Directory Block أو MDB) بمقدار 1.024 بايت في القرص.[بحاجة لمصدر]

## قرص صوتي مضغوط مع مسارات بيانات مضافة
يشير القرص الهجين أيضًا إلى قرص صوتي مضغوط يتضمن أيضًا مسار بيانات يخزن نسخة إم بي 3 (أو تنسيق ضغط صوتي رقمي آخر) من مسارات CD-DA. قبل إنشاء خدمات مثل آي تيونز وآي بود ونشرهما لاحقًا، كانت هذه الأقراص شائعة لمشاركة الموسيقى على قرص مضغوط دون مطالبة المستلم باستخراج وتشفير CD-DA بنفسه - وهي عملية تقنية وربما تستغرق وقتًا طويلاً على أجهزة الحوسبة القديمة. ومع ذلك، مع ظهور أجهزة الحوسبة الأسرع وأدوات الاستخراج والتشفير الآلية المبسطة إلى حد كبير (مثل آب تيونز وRhythmbox وما إلى ذلك) وعدم وجود ميزة هجينة آلية في نفس البرنامج، تراجعت شعبية هذا الاقراص المضغوطة الهجينة لاحقًا. ومع ذلك، تظل هذه الأقراص الهجينة في بيئة تجارية متقنة لفرض إدارة الحقوق الرقمية، حيث يتم توفير نسخ مضغوطة مشفرة من الصوت الرقمي مع برنامج احتكاري للاستماع في محرك أقراص كمبيوتر، بينما يتم تضمين CD-DA للتشغيل في مشغلات الأقراص المضغوطة المستقلة.

## البلو راي الهجين
في السنوات الأخيرة، أصدرت بعض أقراص بلو راي كأقراص هجينة، مما يدل على توافقها مع وحدة تحكم بلاي ستيشن، التي تستخدم BD كتنسيق القرص الأساسي الخاص بها. تتضمن هذه الأقراص بشكل عام فيلمًا أو ميزة يمكن تشغيلها على أي مشغل أقراص بلو راي ومحتوى قابل للتشغيل يمكن الوصول إليه عند تشغيله على وحدة تحكم بلاي ستيشن 3. تشمل الأمثلة تيكن: ثأر الدم و Macross Frontier: Itsuwari no Utahime و Lagrange: The Flower of Rin-ne -Kamogawa Days-. 